# 수학적 형태학

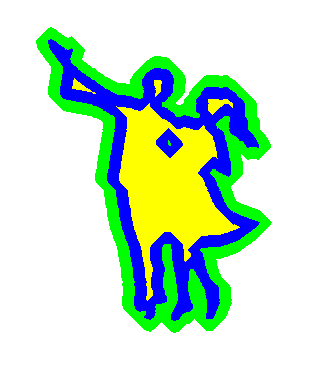
어떤 모양(파란색)과 그 모양의 다이아몬드 모양의 생성적 요소로의 팽창(초록색)과 침식(노란색).

수학적 형태학(영어: Mathematical morphology, MM)은 집합론, 격자론, 위상수학, 그리고 무작위 함수에 기반한 기하학적 구조를 분석하고 처리하는 이론과 기술이다. MM은 대부분 디지털 이미지에 적용되지만, 그래프, 폴리곤 메시, 솔리드, 그리고 많은 공간 구조에도 적용할 수 있다.
크기, 모양, 볼록성, 연결성, 그리고 지오데식 거리같은 위상수학적 그리고 기하학적 연속공간 개념은 MM에 의해서 연속 공간과 이산 공간 모두에 소개되었다. MM은 또한 이미지를 위의 특성화에 따르도록 이미지를 바꾸는 연산의 집합으로 이루어진 형태학적 디지털 화상 처리의 근본이다.
기본 형태학적 연산은 침식, 팽창, 열기과 닫기가 있다.
MM은 원래 이진 이미지를 위해서 만들어졌고, 나중에 회색조 함수와 이미지로 확장되었다. 잇따라 나온 완비 격자로의 일반화는 오늘날 MM의 이론적인 근원으로 넓게 받아들여진다.

## 이진 형태학
이진 형태학에서, 이미지는 어떤 d차원의 유클리드 공간 {\displaystyle \mathbb {R} ^{d}}이나 정수 격자 {\displaystyle \mathbb {Z} ^{d}}의 부분 집합으로 볼 수 있다.

### 구조적 요소
이진 형태학의 기본 아이디어는 이미지를 간단하고 미리 정의된 모양으로 탐색해서 이 그림에서 모양이 얼마나 맞거나 맞지 않는지를 판단하는 것이다. 이 간단한 "탐색"은 구조적 요소라고 부르고, 이진 이미지(즉, 공간이나 격자의 부분집합)이다.
이것이 구조적 요소로 사용하는 예시들이다(B로 표기하였다):
- {\displaystyle E=\mathbb {R} ^{2}}일 때, B는 원점을 중심으로 하고 반지름이 r인 열린 디스크이다.
- {\displaystyle E=\mathbb {Z} ^{2}}일 때, B는 3x3 사각형으로, B={(-1,-1), (-1,0), (-1,1), (0,-1), (0,0), (0,1), (1,-1), (1,0), (1,1)}이다.
- {\displaystyle E=\mathbb {Z} ^{2}}일 때, B는 다음으로 주어지는 "십자 모양"이다: B={(-1,0), (0,-1), (0,0), (0,1), (1,0)}.

### 기본 연산자
기본 연산은 민코프스키 덧셈과 강하게 관련된 이동 불변 (병진 불변) 연산이다.
E를 유클리드 공간이나 정수 격자로, A를 E에 있는 이진 이미지라고 하자.

#### 침식

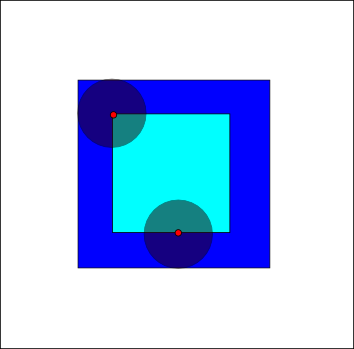
진한 파란색 정사각형을 원판으로 침식시킨 것으로, 밝은 파란색 정사각형을 만든다.

구조적 요소 B에 대한 이진 이미지 A의 침식은 다음과 같이 정의한다:
{\displaystyle A\ominus B=\{z\in E|B_{z}\subseteq A\}},
이 때, Bz는 B를 벡터 z에 대해서 평행이동한 것이다. 즉, {\displaystyle B_{z}=\{b+z|b\in B\}}, {\displaystyle \forall z\in E}이다.
구조적 요소 B가 중심을 가지고(예: 원판이나 정사각형), 중심이 E의 원점에 위치하면, B에 대한 A의 침식은 by B가 A의 내부에서 움직일 때의 B의 중심의 자취로 생각할 수 있다. 예를 들어, 원점을 중심으로 하고 한 변의 길이가 10인 정사각형을 원점을 중심으로 하고 반지름이 2인 원판으로 하는 침식은 원점을 중심으로 하고 한 변이 6인 정사각형이다.
B에 대한 A의 침식은 다음과 같은 표현으로도 쓸 수 있다: {\displaystyle A\ominus B=\bigcap _{b\in B}A_{-b}}.
적용 예시: 검은 사진의 팩스를 받았다고 가정하자. 전부 새는 펜으로 쓴 것 같아 보인다. 침식 과정은 두꺼운 선을 얇게 만들고 글자 "o"의 구멍을 검출할 수 있다.

#### 팽창

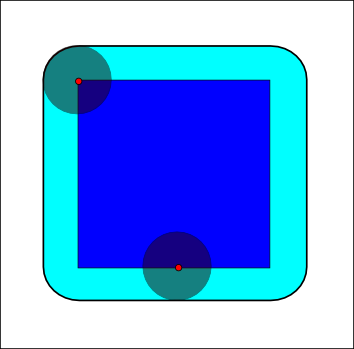
짙은 파란색 사각형을 원판으로 팽창해서 둥근 모서리가 있는 밝은 파란색 사각형을 만든다.

A를 구조적 요소 B로 팽창시킨 것은 다음과 같이 정의된다:
{\displaystyle A\oplus B=\bigcup _{b\in B}A_{b},}
여기서 Ab는 A를 b로 평행이동 시킨 것이다.
팽창은 가환 연산이기 때문에 다음과 같이 쓸 수 있다: {\displaystyle A\oplus B=B\oplus A=\bigcup _{a\in A}B_{a}}.
B가 원점을 중심으로 두고 있다면, A를 B로 팽창시킨 것은 B의 중심이 A의 내부에서 움직일 때 B에 있는 점들의 궤적으로 이해할 수 있다. 크기가 10이고 원점에 중심을 둔 정사각형을 마찬가지로 원점을 중심으로 둔 반지름이 2인 원판으로 팽창시키면 원점을 중심으로 하고 꼭짓점이 둥근 크기가 14인 정사각형이 된다. 둥근 꼭짓점의 반지름은 2이다.
팽창은 다음을 통해서도 얻을 수 있다: {\displaystyle A\oplus B=\{z\in E\mid (B^{s})_{z}\cap A\neq \varnothing \}}, 이 때 Bs는 B의 대칭이다. 즉, {\displaystyle B^{s}=\{x\in E\mid -x\in B\}}이다.
적용 예시: 팽창은 침식의 쌍대연산이다. 매우 가는 선으로 그린 그림은 "팽창"하면 두꺼운 선으로 만들 수 있다. 이 말을 파악하기 가장 쉬운 방법은 같은 팩스나 글씨를 더 두꺼운 펜으로 쓴 것을 생각하는 것이다.

#### 열기

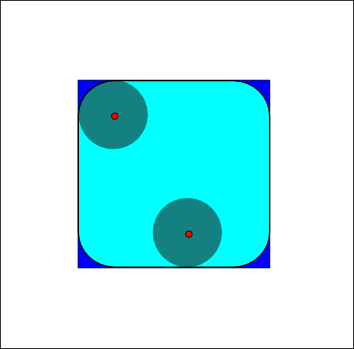
진한 파란색 정사각형을 원판으로 연 것이다, 꼭짓점이 둥근 밝은 파란색 정사각형을 만든다.

A를 B로 연 것은 A를 B로 침식하고, 잇따라 B로 팽창 한 것이다:
{\displaystyle A\circ B=(A\ominus B)\oplus B}.
열기는 이렇게도 표현할 수 있다: {\displaystyle A\circ B=\bigcup _{B_{x}\subseteq A}B_{x}}. 구조적 요소 B를 이미지 A안에서 움직일 때의 자취로 생각한 것이다. 한 변의 길이가 10인 정사각형의 경우에 반지름이 2인 원판을 구조적 요소일 때, 열기는 한 변의 길이가 10이고 모서리의 반지름이 2인 둥근 사각형이다.
적용 예시: 누가 방수 코팅된 종이에 메모를 해서 온통 뿌리에 잔뿌리가 뻩은 것처럼 있다고 가정하자. 이 때, 열기는 본질적으로 내용은 보존하면서 "가는 선"을 제거한다. 부작용은 무엇이든지 둥글게 만든다는 것이다. 뾰족한 모서리는 점차 사라질 것이다.

#### 닫기

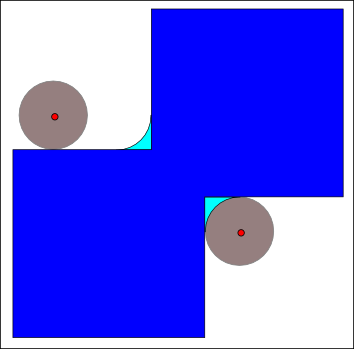
짙은 파란색 도형 (정사각형 두 개의 합집합)을 원판으로 닫은 것은 짙은 파란색과 연한 파란색 영역의 합집합이다..

A를 B로 닫은 것은 A를 B로 팽창하고, 잇따라 B로 침식시킨 것이다:
{\displaystyle A\bullet B=(A\oplus B)\ominus B}.
닫기는 {\displaystyle A\bullet B=(A^{c}\circ B^{s})^{c}}으로도 쓸 수 있고, 여기서 Xc는 E에 대한 X의 여집합이고 다(즉, {\displaystyle X^{c}=\{x\in E|x\not \in X\}}이다). 위의 말은 닫기는 이미지 A의 외부에서 움직이는 구조적 요소의 자취의 여집합이라는 것을 의미한다.

#### 기본 연산자의 특성
다음은 기본 이진 형태학적 연산자(침식, 팽창, 열기 그리고 닫기)의 특성이다:
- 병진 불변이다.
- 단조증가이다. 즉, {\displaystyle A\subseteq C}이면 {\displaystyle A\oplus B\subseteq C\oplus B}이고 {\displaystyle A\ominus B\subseteq C\ominus B}, 등이다.
- 팽창은 가환 연산이다.
- E의 원점이 구조적 요소 B에 있으면 {\displaystyle A\ominus B\subseteq A\circ B\subseteq A\subseteq A\bullet B\subseteq A\oplus B}이다.
- 결합법칙을 만족한다. 즉, {\displaystyle (A\oplus B)\oplus C=A\oplus (B\oplus C)}이다. 게다가, 침식은 {\displaystyle (A\ominus B)\ominus C=A\ominus (B\oplus C)}이 된다.
- 침식과 팽창은 쌍대성 {\displaystyle A\oplus B=(A^{c}\ominus B^{s})^{c}}을 만족한다.
- 열기와 닫기도 쌍대성 {\displaystyle A\bullet B=(A^{c}\circ B^{s})^{c}}을 만족한다.
- 팽창은 합집합에서 분배법칙이 성립한다.
- 침식은 교집합에서 분배법칙이 성립한다.
- 팽창은 침식의 의사역행렬이고 반대로도 성립한다: {\displaystyle A\subseteq (C\ominus B)}이면 {\displaystyle (A\oplus B)\subseteq C}이다.
- 열기와 닫기는 멱등적이다.
- 열기는 역 확장적이고 닫기는 확장적이다. 즉, {\displaystyle A\circ B\subseteq A}이고, {\displaystyle A\subseteq A\bullet B}이다.

### 다른 연산자와 도구
- 적중과 비적중 변환
- 가지치기 변환
- 형태학적 골격
- 재생성에 의한 필터링
- 궁극적 침식과 조건 이등분
- 입도 측정법
- 지오데식 거리 함수

## 같이 보기
- 화상 처리 소프트웨어의 비교

## 참고 문헌
- Image Analysis and Mathematical Morphology by Jean Serra, ISBN 0-12-637240-3 (1982)
- Image Analysis and Mathematical Morphology, Volume 2: Theoretical Advances by Jean Serra, ISBN 0-12-637241-1 (1988)
- An Introduction to Morphological Image Processing by Edward R. Dougherty, ISBN 0-8194-0845-X (1992)
- Morphological Image Analysis; Principles and Applications by Pierre Soille, ISBN 3-540-65671-5 (1999), 2nd edition (2003)
- Mathematical Morphology and its Application to Signal Processing, J. Serra and Ph. Salembier (Eds.), proceedings of the 1st International workshop on mathematical morphology and its applications to signal processing (ISMM'93), ISBN 84-7653-271-7 (1993)
- Mathematical Morphology and Its Applications to Image Processing, J. Serra and P. Soille (Eds.), proceedings of the 2nd international symposium on mathematical morphology (ISMM'94), ISBN 0-7923-3093-5 (1994)
- Mathematical Morphology and its Applications to Image and Signal Processing, Henk J.A.M. Heijmans and Jos B.T.M. Roerdink (Eds.), proceedings of the 4th international symposium on mathematical morphology (ISMM'98), ISBN 0-7923-5133-9 (1998)
- Mathematical Morphology: 40 Years On, Christian Ronse, Laurent Najman, and Etienne Decencière (Eds.), ISBN 1-4020-3442-3 (2005)
- Mathematical Morphology and its Applications to Signal and Image Processing, Gerald J.F. Banon, Junior Barrera, Ulisses M. Braga-Neto (Eds.), proceedings of the 8th international symposium on mathematical morphology (ISMM'07), ISBN 978-85-17-00032-4 (2007)
- Mathematical morphology: from theory to applications, Laurent Najman and Hugues Talbot (Eds). ISTE-Wiley. ISBN 978-1-84821-215-2. (520 pp.)  June 2010